# .as
.asは国別コードトップレベルドメイン（ccTLD）の一つで、アメリカ領サモアに割り当てられている。AS Domain Registryが管理している。
登録に国籍などの条件はなく、誰でも.asドメインの登録が可能なため、アメリカ領サモアと関係のない企業・団体・個人も使用している。"AS"や"A/S"はノルウェーやデンマークを含むいくつかの国々で合資会社を意味するため、このTLDはそのような企業が取得している。"As"は英単語でもあるので、ドメインハックの動機付けになるかもしれない（pass.asなど参考）。また、スペインアストゥリアス州関連のサイトも使用している。